# Castelvecchio di Rocca Barbena
Castelvecchio di Rocca Barbena là một đô thị ở tỉnh Savona ở vùng Liguria của Ý, có khoảng cách khoảng 70 km về phía tây nam của Genoa và khoảng 35 km về phía tây nam của Savona. Tại thời điểm ngày 31 tháng 12 năm 2004, đô thị này có dân số 197 người và diện tích là 16.7 km².
Castelvecchio di Rocca Barbena giáp các đô thị: Balestrino, Bardineto, Erli, Garessio, Toirano, và Zuccarello.